# Princess (együttes)
A Princess együttes egy 2001 óta működő magyar zenei együttes. A vonós trió  dalaiban a klasszikus zenét ötvözi a modern hangzásvilággal.

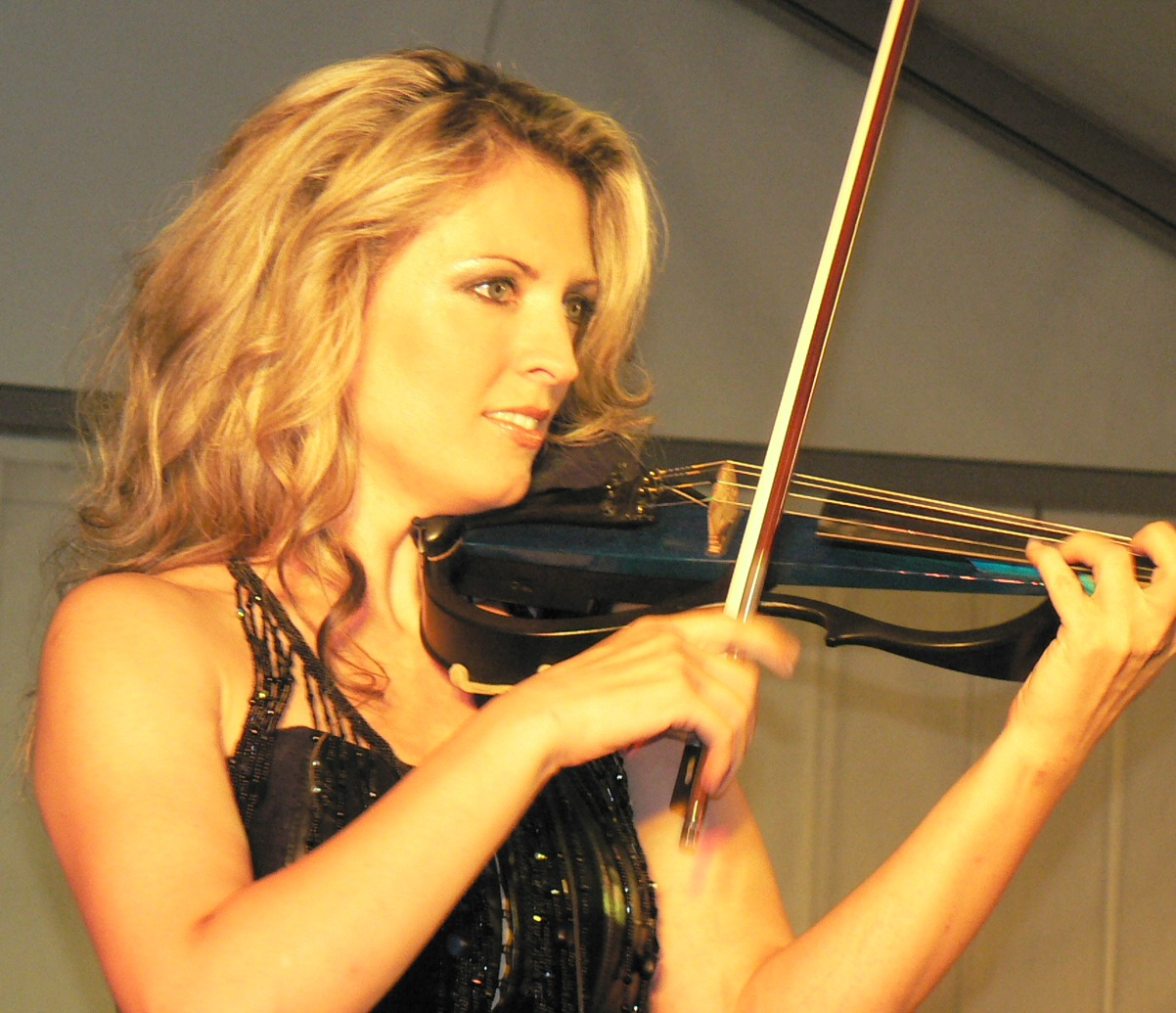
A zenekar egyik tagja (2011)

## Története
Az együttes megalapításának ötlete és alapító tagjainak kiválasztása Környei Attila menedzsernek köszönhető, aki egykori zenész társát, Holló Józsefet bízta meg a hangszereléssel. Amint elkészült az első stúdiófelvétel (Johannes Brahms: Magyar táncok No.5.), a BMG kiadó lemezszerződést kötött a három hegedűs lányból (Sándor Kriszti, Molnár Ildi, és Pados Kriszta) álló együttessel, amelynek jelentkezése azonnal nagy feltűnést keltett a magyar zenei életben. 
A hegedű hercegnői című első lemez a megjelenését követően, heteken belül aranylemez lett. Ez volt az első hazai crossover lemez.[forrás?] Még nem volt egyéves a csapat, amikor már önálló élő országos turnéra indulhattak, majd sorban jöttek az európai fellépések is: Hollandia, Németország, Franciaország mellett felléptek egy olasz hercegnőnél, és még abban az évben meghívást kaptak Abu-Dzabi sejkjétől is. 
A BMG európai vezérkara felfigyelt a trióra és 2003-ban európai megjelenésre jelölték a Princess első lemezét. Először Németországban jelent meg a lemez, ami együtt járt a legnépszerűbb TV show-kban való bemutatkozással (ARD, ZDF stb.). Ezt követően sorban jelent meg több európai országban is az album. A második lemez, Hegedűvarázs címmel, 2003-ban került a piacra Magyarországon és már a megjelenés napján aranylemez lett. A 2004-es MAHASZ gálán dupla Arany Zsiráf-díjas lett az együttes. Megindultak a külföldi élő koncertek, turnék (Franciaország, Németország, Mexikó), és jöttek az egyre exkluzívabb meghívások: 2004 szilveszterén Monaco, majd Dubaj, Bahrein stb. A számos külföldi meghívás mellett itthon is rengeteg felkérésnek tett eleget az együttes. Egyik legemlékezetesebb koncertjük 2004 nyarán a Margitszigeti Szabadtéri Színpadon megrendezett koncertjük. Még ebben az évben megjelent a harmadik Princess-lemez is, Táncok bűvöletében címmel, szintén a BMG Hungary kiadásában.
2005-ben az együttes alapítója, és menedzsere, Környei Attila megvált az együttestől.
2011-ben változás állt be az együttes összetételében: Molnár Ildi Németországba ment férjhez, ezért kivált a zenekarból. Helyére az a Molnár Bea került a csapatba, akit Környei Attila annak idején elsőnek választott a trióba. de akkor Bea épp gyermeket várt, így nem tudta vállalni a felkérést. 2012-ben egy másik alapító tag, Sándor Kriszti is kiszállt az együttesből. Ő is férjhez ment, majd később ő is Németországba költözött; helyére Ilosfai Dorottya lépett.[forrás?]

## Díjai, elismerései
- MAHASZ gála dupla „Arany Zsiráf” díja – 2003
- Persian Golden Lioness Awards díjazottja – 2006

## Tagjai
- Pados Krisztina (alapító)
- Sándor Krisztina (alapító; 2012-ig)
- Molnár Ildikó (alapító; 2011-ig)
- Molnár Bea (2011 óta)
- Ilosfai Dorottya (2012 óta)

## Albumai
- A hegedű hercegnői (2002)
- Hegedűvarázs (2003)
- Táncok bűvöletében (2004)
- Mediterrán (2006)
- Best of Princess (2008)

## Külső hivatkozások
- a Princess hivatalos honlapja